# Arroustang

L'Arroustang (en occitan : Arrostanh), également appelé Rustan, Rustang ou Rustaing, est une région naturelle et une région historique de Gascogne située dans le département des Hautes-Pyrénées en région Occitanie.

## Géographie
Défini comme région naturelle ou encore pays traditionnel, l'Arroustang est situé dans le Département des Hautes-Pyrénées.

### Situation
L'Arroustang est situé au nord-est des Hautes-Pyrénées dans le pays des Coteaux, limitrophe à l'est du Magnoac, au sud des Baronnies des Pyrénées et le pays du Val d'Adour à l'ouest.

### Topographie
Une grande partie de l'Arroustang est située sur le plateau de Lannemezan à 400 m d'altitude.

### Hydrographie
L'Arroustang est situé sur le cours moyen de l'Arros et de son affluent le Bouès, coincé  à l'ouest entre les ruisseaux de l'Arrêt-Darré et l'Estéous et à l'est par le Lizon et le ruisseau de la Galavette.

### Climat
Le climat est tempéré de type océanique, en raison de l'influence proche de l'océan Atlantique situé à peu près 150 km plus à l'ouest. La proximité des Pyrénées fait que la commune profite d'un effet de foehn, il peut aussi y neiger en hiver, même si cela reste inhabituel.

### Communes
Actuellement l'Arroustang est composé de 73 communes.

## Toponymie
Le nom d’Arroustang (/arustaŋ/) est un dérivé de celui de l’Arros. On a longtemps négligé d’écrire le ar- initial, bien qu’étymologique, car il était systématiquement rajouté avant les mots en r selon les règles phonétiques gasconnes. L'Arroustang était également dénommé « Rivière-Haute », par opposition à la zone de confluence avec l’Adour appelée « Rivière-Basse ».
Son extension géographique est signalée par les toponymes Saint-Sever-de-Rustan, en val d’Arros ; Sère-Rustaing (on écrit aussi Serre-Rustang), en val de Bouès ; Lamarque-Rustaing, en val de Bouès, tous trois dans les Hautes-Pyrénées.

## Histoire

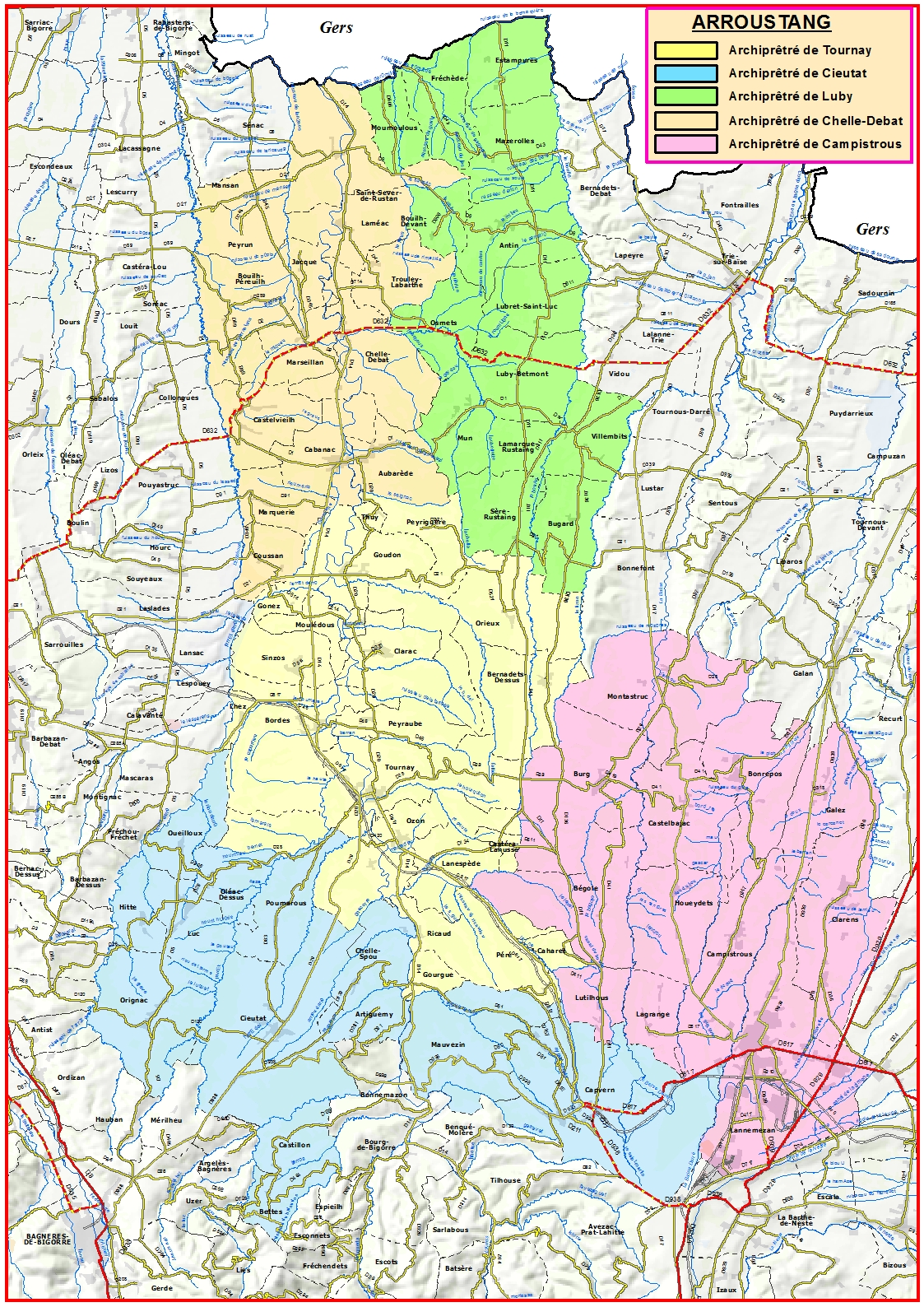
Arroustang.

L’Arroustang appartenait au comté de Bigorre. Cette région, aux limites de la Bigorre, de l'Astarac et des Quatre-Vallées, anciennes circonscriptions de la province historique de Gascogne, a été l'objet de nombreuses convoitises.
Sous l'Ancien Régime, le diocèse de Tarbes comprenait un archidiaconé de Rustan divisé en cinq archiprêtrés réunissant soixante-et-onze paroisses :
- L'archiprêtré de Tournay comprenait dix paroisses et sept annexes :
  - En Bigorre : Bernadets-Dessus et son annexe, Orieux ; Bordes ; Clarac et son annexe, Peyraube ; Goudon et son annexe, Peyriguère ; Moulédous et son annexe, Gonez ; Ozon ; Sinzos et son annexe, Lhez ;
  - En pays des Affittes : Lanespède et son annexe, Ricaud ; Tournay ;
  - En Nébouzan : Gourgue et son annexe, Péré ;
- L'archiprêtré de Cieutat comprenait dix paroisses et quatre annexes :
  - En Bigorre : Oueilloux et son annexe, Oléac-Dessus ; Luc ; Orignac et son annexe, Hitte ;
  - En Nébouzan : Artiguemy ; Capvern ; Castillon et son annexe, Bettes ; Chelle-Dessus et son annexe, Spou (aujourd'hui, ensemble, Chelle-Spou) ; Cieutat ; Mauvezin ; Poumarous ;
  - Peut-être, Luquet ;
- L'archiprêtré de Luby comprenait dix paroisses et six annexes :
  - En Bigorre : Bouilh-Devant ; Bugard ; Luby (aujourd'hui, partie de Luby-Betmont) et son annexe, Villembits ; Mazerolles et son annexe, Antin ;  Mun et son annexe, Betmont (aujourd'hui, partie de Luby-Betmont) ; Osmets ; Saint-Luc et son annexe, Lubret (aujourd'hui, ensemble, Lubret-Saint-Luc) ; Lamarque (aujourd'hui, Lamarque-Rustaing) et son annexe, Sère (aujourd'hui, Sère-Rustaing) ;
  - En pays des Affittes : Estampures et son annexe, Fréchède ; Moumoulous ;
- L'archiprêtré de Chelle-Debat comprenait neuf paroisses et sept annexes :
  - En Bigorre : Aubarède ; Cabanac ; Castelvieilh ; Marquerie et son annexe, Coussan ; Marseillan et ses annexes, Bouilh-Darré et Péreuilh (aujourd'hui, ensemble, Bouilh-Péreuilh) ainsi que Jacque ; Peyrun et son annexe, Mansan ;  Trouley et son annexe, Labarthe (aujourd'hui, ensemble, Trouley-Labarthe) ;
  - En pays des Affittes : Chelle-Debat et son annexe Pouey ; Saint-Sever (aujourd'hui, Saint-Sever-de-Rustan) et son annexe Laméac ;
- L'archiprêtré de Campistrous comprenait neuf paroisses et trois annexes :
  - En Bigorre : Castelbajac et son annexe, Burg ; Montastruc ;
  - En Comminges : Campistrous ;
  - En Nébouzan : Bégole et son annexe, Sarrabeyrouse ; Lannemezan ; Lutilhous et son annexe, Lagrange ;
  - En Rivière-Verdun : Bourrepaux (aujourd'hui, Bonrepos) ; Clarens ; Galez.